# 160e méridien ouest
En géographie, le 160e méridien ouest est le méridien joignant les points de la surface de la Terre dont la longitude est égale à 160° ouest.

## Géographie

### Dimensions
Comme tous les autres méridiens, la longueur du 160e méridien correspond à une demi-circonférence terrestre, soit 20 003,932 km. Au niveau de l'équateur, il est distant du méridien de Greenwich de 17 811 km,.
Le 160e méridien ouest forme un grand cercle avec le 20e méridien est.

### Régions traversées
En commençant par le pôle Nord et descendant vers le sud au pôle Sud, Le 160e méridien ouest passe par:
| Coordonnées           | Pays, territoire ou mer | Notes |
| --------------------- | ----------------------- | --- |
| 90° 00′ N, 160° 00′ O | Océan Arctique          | |
| 71° 34′ N, 160° 00′ O | Mer des Tchouktches     | |
| 70° 40′ N, 160° 00′ O | États-Unis              | Alaska |
| 58° 53′ N, 160° 00′ O | Mer de Bering           | Baie de Bristol |
| 56° 29′ N, 160° 00′ O | États-Unis              | Alaska — Péninsule d'Alaska |
| 55° 48′ N, 160° 00′ O | Océan Pacifique         | Passe juste à l'est de l'Île Karpa (en), Alaska, États-Unis (à 55° 31′ N, 160° 01′ O) Passe juste à l'est de l' Île Andronica , Alaska, États-Unis (à 55° 19′ N, 160° 01′ O) |
| 55° 12′ N, 160° 00′ O | États-Unis              | Alaska — Île Nagai |
| 55° 02′ N, 160° 00′ O | Océan Pacifique         | Passe juste à l'ouest de l'île Kauai, Hawaï, États-Unis (à 22° 01′ N, 159° 48′ O) Passe juste à l'est de l'île Niihau, Hawaï, États-Unis (à 21° 59′ N, 160° 03′ O) Passe juste à l'est de l'Île Jarvis , États-Unis (à 0° 23′ S, 160° 01′ O) Passe juste à l'ouest de l'île Aitutaki, Îles Cook (à 18° 54′ S, 159° 50′ O) Passe juste à l'ouest de l'île Rarotonga, Îles Cook (à 21° 12′ S, 159° 49′ O) |
| 60° 00′ S, 160° 00′ O | Océan Austral           | |
| 77° 59′ S, 160° 00′ O | Antarctique             | Dépendance de Ross, Liste des territoires revendiqués par la Nouvelle-Zélande |